# Él (álbum)
Él es el álbum debut de la actriz y cantante mexicana de música pop Lucerito. Fue lanzado al mercado en 1982 cuando tenía 13 años de edad, teniendo una gran aceptación en la audiencia mexicana. El álbum también fue conocido con el título de Te prometo. Fue producido por Sergio Andrade.
En 1982 obtuvo su primer protagónico en la telenovela producida por Valentín Pimpstein Chispita. Años más tarde Raúl Velasco la elige para conducir e interpretar el tema principal del certamen musical 'América Ésta Es Tu Canción'.
En 1982, Sergio Andrade compuso la canción Juguemos a cantar y que grabó e interpretó Lucerito, también para su propia compañía discográfica Discos Arpegios, donde proporcionó los arreglos, dirección y producción. En ese mismo año, Sergio Andrade vende el contrato de grabación que había firmado originalmente con Lucerito, y desde ese momento permanece como compositor, arreglista, productor, director musical y representante de ella, convirtiéndose en la compañía Discos Musart la que financiaría y publicaría los álbumes del joven cantante.
Debido al éxito alcanzado por los temas Juguemos a cantar y América, ésta es tu canción inicia la grabación de su primer álbum a inicios del año 1982.

## Promoción
Cuando el álbum fue lanzado por primera vez, estaba bajo el nombre de «Te Prometo», pero después del lanzamiento de una película con el mismo nombre, la compañía decidió volver a emitirlo y titularlo como "Él". 

Para la promoción del álbum, la cantante se presenta en diferentes programas de televisión y radio; logrando un gran éxito principalmente entre el público adolescente de México; lanzando así su carrera como cantante.

## Lista de canciones
Todas las canciones son escritas, dirigidas, producidas y con arreglos por <<Sergio Andrade>>; excepto donde se indica.

| Él    |                               |                            |          |  |
| N.º   | Título                        | Escritor(es)               | Duración |  |
| 1.    | «Te prometo»                  | Sergio Andrade             | 3:04     |  |
| 2.    | «Viernes»                     | S. Andrade                 | 2:46     |  |
| 3.    | «Secundaria»                  | Victor M. Zaldivar         | 2:59     |  |
| 4.    | «Hola...Amigos del espacio»   | S. Andrade                 | 3:32     |  |
| 5.    | «Él»                          | S. Andrade                 | 3:00     |  |
| 6.    | «Amárralo»                    | S. Andrade                 | 3:42     |  |
| 7.    | «La, la, la cómo te quiero»   | S. Andrade                 | 2:52     |  |
| 8.    | «Amigas»                      | S. Andrade                 | 3:00     |  |
| 9.    | «Los reyes magos»             | Capuano, Scott, Giosafatte | 2:51     |  |
| 10.   | «América, esta es tu canción» | S. Andrade                 | 3:13     |  |
| 31:03 |                               |                            |          |  |

## Sencillos
| #  | Título                        | Lado B                      | Fecha |
| -- | ----------------------------- | --------------------------- | ----- |
| 1. | "Él"                          | "Amigas"                    | 1982  |
| 2. | "Te prometo"                  | "La, la, la como te quiero" | 1982  |
| 3. | "América, ésta es tú canción" | Juguemos a cantar           | 1982  |